# Cseh labdarúgó-játékvezetők listája
Az alábbi lista a nevezetes cseh labdarúgó-játékvezetők nevét tartalmazza.
| Ábécé szerinti tartalomjegyzék                      |
| --------------------------------------------------- |
| A B C D E F G H I J K L M N O P Q R S T U V W X Y Z |

## A
- Jana Adámková (1978–) nemzetközi játékvezető
- Evžen Amler (1958–) nemzetközi futsal-játékvezető, labdarúgó-asszisztens
- Petr Ardeleánu (1980–) nemzetközi játékvezető

## B
- Michal Beneš (1967–) nemzetközi játékvezető
- Karel Bohuněk (1950–2010) nemzetközi játékvezető

## C
- František Cejnar (1895–1948) nemzetközi játékvezető
- Metoděj Charousek (1908–1969) nemzetközi játékvezető

## D
- Dagmar Damková (1974–) nemzetközi játékvezető

## F
- Josef Fanta (1989–1960) nemzetközi játékvezető, edző, szövetségi kapitány, sportvezető
- Jaromír Fausek (1938–) nemzetközi játékvezető

## G
- Karl Grätz (1889–1935) nemzetközi játékvezető
- Ivan Grégr (1942–) nemzetközi játékvezető
- Josef Gruß (1884–1968) nemzetközi játékvezető

## H
- Ernst Hebak (1888–1934) nemzetközi játékvezető
- Karel Herites (1886–1948) nemzetközi játékvezető
- Martin Horbas (1934–) nemzetközi játékvezető

## J
- Jaroslav Jára (1964–) nemzetközi játékvezető
- Jiří Jech (1975–) nemzetközi játékvezető
- Zdeněk Jelínek (1928–?) nemzetközi játékvezető
- Michal Jursa (1935–1983) nemzetközi játékvezető

## K
- Miroslav Kopal (1931–1999) nemzetközi játékvezető
- Václav Korelus (1921–?) nemzetközi játékvezető
- Libor Kovařík (1976–) nemzetközi játékvezető
- Pavel Královec (1977–) nemzetközi játékvezető
- Augustin Krist (1894–1964) nemzetközi labdarúgó- és jégkorong-játékvezető
- Jozef Krňávek (1923–?) nemzetközi játékvezető
- Václav Krondl (1953–) nemzetközi játékvezető
- Jozef Krula (1955–) nemzetközi játékvezető

## L
- Miroslav Liba (1958–) nemzetközi játékvezető

## M
- Radek Matějek (1973–) nemzetközi játékvezető
- Robert Matušík (1942–) nemzetközi játékvezető

## N
- Josef Nemčovský (1903–?) nemzetközi játékvezető

## P
- Josef Pouček (1940–) nemzetközi játékvezető
- Lubomír Puček (1961–) nemzetközi játékvezető

## S
- Milan Šedivý (1967–) nemzetközi játékvezető
- Ladislav Štépanovský (1887–?) nemzetközi játékvezető

## U
- Jiří Ulrich (1952–) nemzetközi játékvezető

## V
- Zdeněk Valeš (1925–1992) nemzetközi játékvezető
- Jaroslav Vlček (1904–1970) nemzetközi játékvezető

## W
- Antonín Wencl (1936–) labdarúgó, nemzetközi játékvezető

## Z
- Miroslav Zelinka (1981–) nemzetközi játékvezető
- Bohumil Ženišek (1890–1957) nemzetközi játékvezető